# Make Me Pure
"Make Me Pure" é uma canção escrita por Stephen Duffy, Chris Heath e Robbie Williams gravada pelo cantor Robbie Williams.
É o segundo single do sexto álbum de estúdio lançado a 24 de Outubro de 2005, Intensive Care.

## Paradas
| Parada (2006)              | Posição |
| -------------------------- | ------- |
| Países Baixos - Acharts.us | 15      |